# The Monster Maker
The Monster Maker (titlu original: The Monster Maker) este un film SF, de groază, american din 1944 regizat de Sam Newfield. În rolurile principale joacă actorii J. Carrol Naish, Ralph Morgan, Tala Birell. Muzicianul Albert Glasser debutează în acest film, pentru coloana sonoră fiind plătit cu 250 de dolari americani.

## Prezentare
Dr. Markoff (J. Carrol Naish) a inventat o formulă care duce la răspândirea unei oribile boli numită acromegalie - care se întinde de-a lungul oaselor și denaturează caracteristicile faciale. Markoff nu vede nicio problemă morală în a face experimente pe subiecții umani care nu bănuiesc nimic. Comportamentul său imoral atinge dimensiuni monstruoase când renumitul pianist Lawrence (Ralph Morgan) este injectat cu acest ser oribil. În schimbul unui antidot, Markoff o cere pe fiica muzicianului, Patricia (Wanda McKay), de nevastă.

## Distribuție
- J. Carrol Naish ca Dr. Igor Markoff
- Ralph Morgan ca Anthony Lawrence
- Tala Birell ca Maxine
- Wanda McKay ca Patricia Lawrence
- Terry Frost ca Bob Blake
- Glenn Strange ca Giant / Steve
- Alexander Pollard ca Butler / Stack
- Sam Flint ca Dr. Adams
- Ace the Wonder Dog - în rolul său